# تلما پاین
تلما پاین (انگلیسی: Thelma Payne; July 18, 1896 in – ۷ سپتامبر ۱۹۸۸ (aged 92)) ورزشکار شیرجه اهل ایالات متحده آمریکا بود.
وی در مسابقات کشوری و بین‌المللی در مجموع برندهٔ ۱ مدال برنز شده‌است.